# سجاد علی
سجاد علی (انگلیسی: Sajjad Ali؛ زادهٔ ۲۴ اوت ۱۹۶۶) یک کارگردان فیلم، هنرپیشه، و شاعر اهل پاکستان است. وی از سال ۱۹۷۹ میلادی تاکنون مشغول فعالیت بوده‌است.
وی همچنین برندهٔ جوایزی همچون جایزه نگار شده‌است.